# Shannonomyia araguae
Shannonomyia araguae är en tvåvingeart som beskrevs av Alexander 1947. Shannonomyia araguae ingår i släktet Shannonomyia och familjen småharkrankar.
Artens utbredningsområde är Venezuela. Inga underarter finns listade i Catalogue of Life.